# Hesionidae
Hesionidae zijn een familie van borstelwormen (Polychaeta) uit de orde van de Phyllodocida.

## Taxonomie
De volgende taxa zijn bij de familie ingedeeld:
- Geslacht Elisesione Salazar-Vallejo, 2016
- Onderfamilie Hesioninae Grube, 1850
  - Geslachtengroep Hesionini Grube, 1850
    - Geslacht Dalhousiella McIntosh, 1901
    - Geslacht Hesione Lamarck, 1818
    - Geslacht Lamprophaes Grube, 1867
    - Geslacht Leocrates Kinberg, 1866
    - Geslacht Leocratides Ehlers, 1908

  - Geslacht Lizardia Pleijel & Rouse, 2005
  - Geslacht Pleijelius Salazar-Vallejo & Orensanz, 2006
- Onderfamilie Ophiodrominae Pleijel, 1998
  - Geslachtengroep Amphidurini Pleijel, Rouse, Sundkvist & Nygren, 2012
    - Geslacht Amphiduropsis Pleijel, 2001
    - Geslacht Amphiduros Hartman, 1959
    - Geslacht Neogyptis Pleijel, Rouse, Sundkvist & Nygren, 2012
    - Geslacht Parahesione Pettibone, 1956

  - Geslachtengroep Gyptini
    - Geslacht Gyptis Marion, 1874
    - Geslacht Hesiobranchia Ruta & Pleijel, 2006
    - Geslacht Hesiodeira Blake & Hilbig, 1990
    - Geslacht Hesiolyra Blake, 1985

  - Geslachtengroep Ophiodromini
    - Geslacht Heteropodarke Hartmann-Schröder, 1962
    - Geslacht Mahesia Westheide, 2000
    - Geslacht Oxydromus Grube, 1855
    - Geslacht Podarkeopsis Laubier, 1961
    - Geslacht Sinohesione Westheide, Purschke & Mangerich, 1994
- Onderfamilie Psamathinae Pleijel, 1998
  - Geslacht Bonuania Pillai, 1965
  - Geslacht Hesiospina Imajima & Hartman, 1964
  - Geslacht Micropodarke Okuda, 1938
  - Geslacht Nereimyra Blainville, 1828
  - Geslacht Psamathe Johnston, 1836
  - Geslacht Sirsoe Pleijel, 1998
  - Geslacht Syllidia Quatrefages, 1865
- Geslacht Synsyllidea Uchida in Uchida, Lopéz & Sato, 2019

### Synoniemen
- Geslacht Cirrosyllis Schmarda, 1861 → Oxydromus Grube, 1855
- Onderfamilie Hesiolyrinae Pleijel, 1998 → Gyptini
- Geslacht Synsyllidia Uchida, 2004 → Synsyllidea Uchida in Uchida, Lopéz & Sato, 2019